# Jeff Merkley
Jeffrey Alan Merkley (* 24. října 1956 Myrtle Creek, Oregon) je americký politik za Demokratickou stranu. Od roku 2009 je senátorem USA za stát Oregon.
V roce 2008 byl zvolen senátorem, když porazil dosavadního senátora a člena Republikánské strany Gordona Smithe. Předtím působil v letech 1999 až 2009 jako člen oregonské Sněmovny reprezentantů, jíž byl zároveň v letech 2007 až 2009 předsedou. V roce 1979 vystudoval mezinárodní vztahy na Stanfordově univerzitě. Od roku 1992 je ženatý, má dvě děti.